# Tauro FC
Der Tauro Fútbol Club ist ein Fußballverein in der panamaischen Hauptstadt Panama-Stadt. Er spielt in der Liga Panameña de Fútbol (LPF), der höchsten Fußball-Liga in Panama.
Seit 1989 konnte der Verein siebenmal die nationale Meisterschaft gewinnen und ist damit Rekordmeister des Landes. Seine Heimspiele trug Tauro im Estadio Giancarlo Gronchi mit 1000 Plätzen in der Hauptstadt Panamas aus, dieses ist auch bekannt als La Pedregaleña. Gegenwärtig ist das Estadio Rommel Fernández mit 32.000 Plätzen die Heimspielstätte des Clubs. Die Vereinsfarben sind schwarz und weiß.
Einer der Gründer des Vereins ist der italienische Industrielle Giancarlo Gronchi, nach dem auch das frühere Stadion benannt ist.
Der Verein ist Gründungsmitglied der nationalen Liga Panameña de Fútbol.

## Erfolge
- Meisterschaft der Liga Panameña de Fútbol: 7

1989, 1991, 1996–1997, 1997–1998, 1999–2000, 2003, 2007 (Apentura)

## Spieler
- Luis Tejada (2000–2004, 2009)
- Luis Moreno (2001–2004, 2008–2010, 2011–2012)
- Gabriel Gómez (2005)
- Luis Henríquez (2006–2007, 2015–2017)

## Trainer
- Thomas Kempe (2006)